# Il nuovo maestro di cappella
Il nuovo maestro di cappella è un intermezzo comico composto da Giovanni Paisiello, basato su un libretto di produzione ignota, forse opera dello stesso Paisiello.
Questa operina è molto meno conosciuta de Il maestro di cappella di Domenico Cimarosa e peraltro è ancora più breve. Mentre nel caso della composizione di Cimarosa si pensa che essa sia stata un ampliamento di un'aria per basso, l'operina di Paisiello è a tutti gli effetti un'aria con recitativo per basso buffo.
Questo intermezzo è una parodia della figura del maestro di cappella settecentesco ed è affine come tipologia a quei lavori che satirizzavano l'ambiente teatrale.
Il primo interprete in epoca moderna di quest'opera è stato il baritono Giovanni Di Mare che lo ha interpretato a Mantova il 25 settembre 2008 presso il teatro Bibbiena, nell'edizione del "Laboratorio teatro musicale del Settecento Enzo Dara", appunto con la regia di Dara e sotto la bacchetta di Domenico Tondo.

## Trama
Un maestro di cappella interviene nel mezzo di un'esecuzione. Millanta le sue doti musicali e la sua capacità di insegnare composizione e canto in brevissimo tempo. Per dare prova del suo talento vuole un'orchestra speciale, costituita da un numero abnorme di strumenti, svariati organi, trombe, corni, ecc. Ovviamente nel corso dell'aria dimostra la sua incompetenza.